# Boppard Hauptbahnhof
Boppard Hauptbahnhof is een spoorwegstation in de Duitse plaats Boppard.  Het station werd in 1859 geopend. 